# ドバイランド

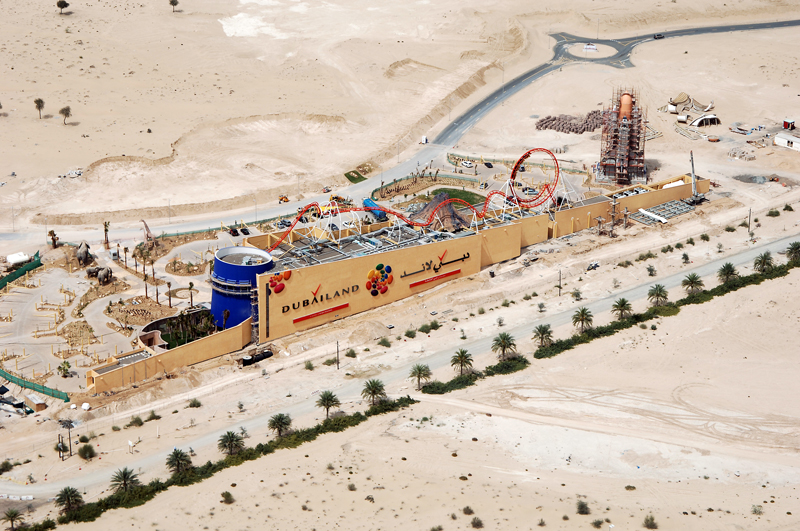
建設中のドバイランド(2006年3月)

ドバイランド（英語:Dubai Land）は、アラブ首長国連邦のドバイに建設中の、世界最大のテーマパークおよびエンターテインメント施設である。
約50億ドル（約5850億円）の投資で建設が開始され、2008年度中に完成する予定であった（当初の計画では2006年度末に完成予定だった）。敷地の総面積は現在世界最大の面積を誇るテーマパーク、ウォルト・ディズニー・ワールド・リゾートの2倍に相当する。

## 計画
計画は2003年10月23日に公式に発表された。予定では30億平方フィート（278km²）の敷地内が6つのゾーンに分けられる。前述の通り2008年度中に完成する予定である。短期目標としては2010年までに1500万人の観光客を集める。内部は遊園地やホテル、スキー場、映画館、オフィス街、博物館など様々な施設が建設される予定である。ホテルは4000室の規模で、レストランは100店舗を予定している。開発者が当初の計画よりも敷地を50%拡大することにしたため、完成予定年は2006年から2008年前半に延期した。総工費は、最初の第1期だけで、1兆1200億円である。

## 構成施設
ドバイ中心街から60分、ドバイ国際空港から10分のアクセス圏に位置することになる。
| アトラクションズ&エクスペリエンス ワールド（Attractions & Experience World）（13km²(5.2 mile²)） | |          |
| パーク名                                                                                         | 概要 | 状況     |
| ワーナー・ブラザース・ムービーワールド（Warner Bros Movie World）                                | 映画スタジオ、ワーナー・ブラザースによるテーマパーク | 建設中   |
| バワディ（Bawadi）                                                                               | 世界最大のホテルや一流ホテルなどのホテル群、その他劇場やモール、コンベンションセンターなどの施設 | 建設中   |
| ファルコン・シティ・オブ・ワンダーズ（Falcon City of Wonders）                                   | ピラミッドやピサの斜塔など世界の有名建築のレプリカを集めたテーマパーク | 建設中   |
| ファンタジア（Fantasia）                                                                         | | 建設中   |
| IMG ワールド・オブ・アドベンチャー（IMG Worlds of Adventure）                                    | マーベル・コミックやカートゥーン・ネットワークなどのコンテンツを使用した屋内型テーマパーク | 完成     |
| レジェンズ・オブ・ドバイランド（Legends of Dubailand）                                           | アラビアンテイストの屋内施設と宅地 | 建設中   |
| グローバル・ヴィレッジ（Global Village）                                                         | 世界各国のパビリオンやカフェ、レストラン、遊園地などの施設 | 完成     |
| キッズ・シティ（Kids City）                                                                      | | 建設中   |
| アクア・ドゥニヤ（Aquadunya）                                                                    | 世界最大のクルーズ船や水に関するアトラクション | 建設中   |
| サハラ・キングダム（Sahara Kingdom）                                                             | 千一夜物語をテーマにした小売、ホスピタリティ、娯楽の複合開発 | 建設中   |
| ドバイ・スノードーム（Dubai Snowdome）                                                           | 世界最大の屋内スキー場、およびスキーリゾート | 建設中   |
| リテール&エンターテイメント ワールド（Retail & Entertainment World）（4 km²(1.6 mile²)）         | |          |
| パーク名                                                                                         | 概要 | 状況     |
| フリーマーケット（Flea Market）                                                                  | | 建設中   |
| ワールド・トレード・パーク（World Trade Park）                                                   | | 建設中   |
| オークション・ワールド（Auction World）                                                          | | 建設中   |
| ファクトリー・アウトレット（Factory Outlets）                                                    | 中東初のアウトレットモール | 完成     |
| テーマ レジャー&バケーション ワールド（Themed Leisure and Vacation World）（29 km²(11.2 mile²)） | |          |
| パーク名                                                                                         | 概要 | 状況     |
| ウーマンズ・ワールド（Women's World）                                                            | | 建設中   |
| ディスティネーション・ドバイ（Destination Dubai）                                                | | 建設中   |
| デザート・キングダム（Desert Kingdom）                                                           | | 建設中   |
| アンダルシアン・リゾート&スパ（Andalusian Resort & Spa）                                         | | 建設中   |
| エコツーリズム ワールド（Eco-Tourism World）（75 km²(28.9 mile²)）                               | |          |
| パーク名                                                                                         | 概要 | 状況     |
| アル・サハラ・デザート・リゾート（Al Sahra Desert Resort）                                       | 砂丘に広がる砂漠のリゾート | 建設中   |
| サンド・デューンズ・ホテル（Sand Dune Hotel）                                                    | | 建設中   |
| アル・カヒール（Al Kaheel）                                                                      | 馬をテーマにしたテーマパーク | 建設中   |
| バイオ・ワールド（Bio World）                                                                    | | 建設中   |
| アニマル・ワールド（Animal World）                                                               | | 建設中   |
| スポーツ&アウトドア ワールド（Sports and Outdoor World）（19 km² (7.4 mile²)）                   | |          |
| パーク名                                                                                         | 概要 | 状況     |
| ドバイ・スポーツ・シティ（Dubai Sports City）                                                    | 6万人収容のスタジアム、2万5千人収容のクリケットスタジアム、1万人収容のアリーナ、5千人収容のホッケースタジアムやアカデミー施設など                                                                    | 建設中   |
| エミレーツ・スポーツ・ワールド（Emerat Sports World）                                            | | 建設中   |
| エクストリーム・スポーツ・ワールド（Extreme Sports World）                                       | 馬をテーマにしたテーマパーク | 建設中   |
| プランテイション・エクイストリアン&ポロ・クラブ（Plantation Equestrian and Polo Club）           | | 建設中   |
| ドバイ・オートドローム（Dubai Autodrome）                                                        | サーキット場やフォーミュラ1のテーマパーク | 一部完成 |
| ドバイ・ゴルフ・シティ（Dubai Golf City）                                                        | 5つのコースとゴルフアカデミー、ホテルなどを備える | 一部完成 |
| ダウンタウン（Downtown）（1.8 km²(0.7 mile²)）                                                   | |          |
| パーク名                                                                                         | 概要 | 状況     |
| シティ・オブ・アラビア（City of Arabia）                                                         | 世界最大のショッピングモール（モール・オブ・アラビア）とジュラシックパーク、レストレス・プラネットやエンターテイメント施設、グルメ中心のワディ・ウォーク、計34棟の超高層ビル群エリート・タワーズなど | 建設中   |
| サイエンス&プラネタリウム（Science & Planetariums）                                              | |          |
| パーク名                                                                                         | 概要 | 状況     |
| スペース・アカデミー（Space Academy）                                                            | 教育と娯楽を融合させた、プラネタリウムや宇宙をテーマにしたホテルなどからなる複合開発 | 建設中   |

## 計画が中止された施設
施設の一部は計画自体が中止になったものが存在する。
| 計画が中止になった施設の一覧                                                       |                                                                                            |
| パーク名                                                                           | 概要                                                                                       |
| レゴランド・ドバイランド（Legoland Dubailand）                                     | 世界的玩具企業レゴによるテーマパーク                                                       |
| シックス・フラッグス・ドバイランド（Six Flags Dubailand）                          | 米の有名遊園地による中東初進出                                                             |
| ドリームワークス・スタジオ・テーマパーク（Dreamworks Studios Theme Park）          | 映画スタジオ、ドリームワークスによるテーマパーク                                           |
| ユニバーサル・スタジオ・ドバイランド（Universal Studios Dubailand）                | 映画スタジオ、ユニバーサル・スタジオによるテーマパーク                                     |
| タイガー・ウッズ ドバイ（Tiger Woods Dubai）                                       | トップゴルファー、タイガー・ウッズプロデュースのゴルフリゾート                             |
| フリージ・ドバイランド（Freej Dubailand）                                          | 中東で人気の3Dアニメのテーマパーク                                                         |
| マーベル・スーパーヒーロー・テーマパーク（Marvel Super Heroes Theme Park）         | アメコミのマーベルヒーローのテーマパーク                                                   |
| ツーリズム・ワールド（Tourism world）                                              |                                                                                            |
| アビエーション・ワールド（Aviation World）                                         | 飛行機をテーマにしたテーマパーク                                                           |
| イスラミック・カルチャー&サイエンス・ワールド（Islamic culture and Science World） | 宇宙・自然・人文科学、イスラム文化・芸術・文学の促進・理解・調査のための最新鋭の設備を提供 |
| ジャイアンツ・ワールド（Giants World）                                             |                                                                                            |